# Каммингс, Эшли
Э́шли Ка́ммингс (англ. Ashleigh Cummings; род. 11 ноября 1992, Саудовская Аравия) — австралийская актриса кино и телевидения, менее известна как певица.

## Биография
Эшли Каммингс родилась 11 ноября 1992 года в городе Джидда (Саудовская Аравия), где жили и работали в медицинской сфере её родители-австралийцы. В детстве занималась балетом. Когда девочке было 12 лет, семья вернулась на родину. В 14 лет поступила в Школу исполнительских искусств «Брент-стрит», где начала обучаться танцам и актёрскому мастерству. В 2010 году окончила частную женскую школу «Венона» в Северном Сиднее; также обучалась в актёрской школе Screenwise. Изучает философию.
В 14 лет одна улетела в США.
С 2007 года Каммингс начала сниматься в кино. В 2009 году была утверждена на одну из главных ролей в фильме «Вторжение: Битва за рай», для чего 17-летней девушке пришлось научиться ездить на мотоцикле и обращаться с автоматом Калашникова.
В 2016 году Каммингс получила стипендию Хита Леджера от проекта «Австралийцы в кино», что позволило ей начать обучение в Студии актёрского мастерства Стеллы Адлер и в «Студии Иваны Чаббак» в Лос-Анджелесе.
Семья
- Отец — Майк Каммингс
- Мать — Шерил Каммингс
- Младшая сестра[2]

## Избранная фильмография
| \| Год \| \| Русское название \| Оригинальное название \| Роль \| \| ---- \| - \| --------------------------------- \| ----------------------------------- \| -------------------- \| \| 2007 \| ф \| Шик, блеск, красота \| Razzle Dazzle: A Journey into Dance \| танцовщица \| \| 2010 \| ф \| Вторжение: Битва за рай \| Tomorrow, When the War Began \| Робин Мэтэрс \| \| 2019 \| ф \| Щегол \| The Goldfinch \| Пиппа \| \| 2016 \| ф \| Гончие любви \| Hounds of Love \| Вики Мэлони \| \| 2017 \| ф \| Пирог со свининой \| Pork Pie \| Кейра Ли-Джонс \| \| 2020 \| ф \| Мисс Фрайни Фишер и гробница слёз \| Miss Fisher and the Crypt of Tears \| Дороти «Дот» Уильямс \| \| 2024 \| ф \| Зверь внутри[англ.] \| The Beast Within \| Имоджен \| - 2009 — Дома и в пути / Home and Away — Элай Эдмондс (в 3 эпизодах) - 2011 — Спецотдел по спасению / Rescue: Special Ops — Бритни (в эпизоде The Intervention) - 2011 — Тёмная сторона / Underbelly — Грейси (в эпизоде Blood Alley) - 2012 — Танцевальная академия / Dance Academy — Трилби (в эпизоде Faux Pas De Deux) - 2012—2014 — Хорошо в первый раз / Puberty Blues — Дебби Викерс (в 17 эпизодах) - 2012—2015 — Леди-детектив мисс Фрайни Фишер / Miss Fisher’s Murder Mysteries — Дороти «Дот» Уильямс (в 34 эпизодах) - 2015 — Галлиполи / Gallipoli — Селия Хафтон (в 7 эпизодах) - 2017—2018 — Криминальный Окленд / Westside — Шерил Уэст (в 12 эпизодах) - 2019—2020 — Страна Рождества / NOS4A2 — Вик МакКуин, художница (в 20 эпизодах) - 2025 — Алая река / Long Bright River — Кейси |   |                                   |                                     |                      |
| Год |   | Русское название                  | Оригинальное название               | Роль                 |
| 2007 | ф | Шик, блеск, красота               | Razzle Dazzle: A Journey into Dance | танцовщица           |
| 2010 | ф | Вторжение: Битва за рай           | Tomorrow, When the War Began        | Робин Мэтэрс         |
| 2019 | ф | Щегол                             | The Goldfinch                       | Пиппа                |
| 2016 | ф | Гончие любви                      | Hounds of Love                      | Вики Мэлони          |
| 2017 | ф | Пирог со свининой                 | Pork Pie                            | Кейра Ли-Джонс       |
| 2020 | ф | Мисс Фрайни Фишер и гробница слёз | Miss Fisher and the Crypt of Tears  | Дороти «Дот» Уильямс |
| 2024 | ф | Зверь внутри                      | The Beast Within                    | Имоджен              |

## Награды и номинации
С полным списком кинематографических наград и номинаций Эшли Каммингс можно ознакомиться на сайте IMDb.
| Год  | Премия                                       | Категория                                  | Работа                                                | Результат |
| ---- | -------------------------------------------- | ------------------------------------------ | ----------------------------------------------------- | --------- |
| 2010 | AACTA                                        | Лучший молодой актёр                       | Вторжение: Битва за рай                               | Номинация |
| 2013 | Логи                                         | Самая популярная актриса                   | Хорошо в первый раз и Леди-детектив мисс Фрайни Фишер | Номинация |
| 2013 | AACTA                                        | Лучшая женская роль в телевизионной драме  | Хорошо в первый раз                                   | Номинация |
| 2014 | 16-й Антиподский кинофестиваль               | Лучшая актриса (совместно с Лили Салливан) | Изобилие                                              | Победа    |
| 2015 | Круг кинокритиков Австралии                  | Лучший молодой актёр                       | Изобилие                                              | Номинация |
|      | AACTA                                        | Лучшая женская роль в телевизионной драме  | Хорошо в первый раз (сезон 2)                         | Номинация |
| 2016 | Австралийцы в кино                           | Стипендия Хита Леджера                     | —                                                     | Победа    |
| 2016 | 73-й Венецианский кинофестиваль              | Лучшая актриса (Венецианские дни)          | Гончие любви                                          | Победа    |
| 2018 | Премия Австралийской ассоциации кинокритиков | Лучшая актриса второго плана               | Гончие любви                                          | Номинация |